# The Hitman
The Hitman is een Canadees-Amerikaanse actiefilm uit 1991 onder regie van Aaron Norris, met Chuck Norris in de hoofdrol.

## Verhaal
Cliff Garrett trapt in de val van zijn corrupte partner en de drugsdealers die hem omkopen. Hij ontsnapt aan de aanval, maar wordt dood gewaand. Hij neemt een nieuwe identiteit aan en infiltreert de bende met één vast idee: wraak nemen op de verrader.

## Rolverdeling
- Chuck Norris - Cliff Garrett/Danny Grogan
- Michael Parks - Ronny "Del" Delany
- Al Waxman - Marco Luganni
- Alberta Watson - Christine
- Salim Grant: Tim Murphy
- Ken Pogue - Detective Chambers
- Marcel Sabourin - Andre Lacombe